# Особная икона
Особная икона (также собинная икона) — икона, принесённая в церковь прихожанином, который молился и ставил свечи только перед ней. Другой верующий не мог молиться перед особной иконой. Практика собинных икон осуждена Московским Собором 1667 года.
В XVII веке, и в более ранний период, существовал обычай приносить в храм свои, так называемые «собинные» или «особные», иконы и оставлять их там. Владелец иконы молился преимущественно перед ней, перед ней также ставил и свечи. Несмотря на невинность подобного обряда церковные образа от такого иконопочитания оставались в небрежении у прихожан.
Другим прихожанам молиться перед особными (собинными) иконами не полагалось, но они могли принести в церковь свою икону. Если на владельца иконы накладывали епитимью, выносили из храма и его икону. Эта ложная, имеющая языческие корни практика иконопочитания была запрещена Большим Московским Собором 1666—1667 годов. Связывается с влиянием царицы Агафьи Грушецкой.
Неизвестно, когда впервые зародилась подобная практика, но, несмотря на запрет, она дожила до времен Петра I, и ему ещё раз пришлось запрещать её, что отметил Пушкин в подготовительных материалах к своим историческим сочинениям (под 1723 годом).